# Bristol County (Massachusetts)
Bristol County is een county in de Amerikaanse staat Massachusetts.
De county heeft een landoppervlakte van 1.440 km² en telt 534.678 inwoners (volkstelling 2000). De hoofdplaats is Taunton.